# 熟練工
熟練工是西方社會中對完成學徒期的工人的一種稱呼，其上是工匠大师。
這一稱呼（英語為journeyman）隨著行業工會的興起而出現於中世紀，工資日結，實際上“journeyman”的“journey”即來自法語“journée”，意思即“一天”。熟練工已經有獨立的資格，但大部分仍選擇繼續受僱於人。在現代的一些西方國家，該頭銜仍然存在。

## 外部連接
- The modern Journeymen （页面存档备份，存于）
- The Wander-Buch of Wilibald Koch （页面存档备份，存于）